# Cherré-Au
Cherré-Au est une commune nouvelle française située dans le département de la Sarthe, en région Pays de la Loire, peuplée de 2 746 habitants. Elle résulte de la fusion — au 1er janvier 2019 — des communes de Cherré et Cherreau.
Bien que située dans la région naturelle du Perche sarthois, la commune fait partie de la province historique du Maine.

## Géographie

### Climat
Pour des articles plus généraux, voir Climat des Pays de la Loire et Climat du Val-d'Oise.
En 2010, le climat de la commune est de type climat océanique dégradé des plaines du Centre et du Nord, selon une étude du CNRS s'appuyant sur une série de données couvrant la période 1971-2000. En 2020, Météo-France publie une typologie des climats de la France métropolitaine dans laquelle la commune est exposée à un climat océanique altéré et est dans la région climatique Moyenne vallée de la Loire, caractérisée par une bonne insolation (1 850 h/an) et un été peu pluvieux.
Pour la période 1971-2000, la température annuelle moyenne est de 10,6 °C, avec une amplitude thermique annuelle de 14,3 °C. Le cumul annuel moyen de précipitations est de 706 mm, avec 11,7 jours de précipitations en janvier et 7,5 jours en juillet. Pour la période 1991-2020, la température moyenne annuelle observée sur la station météorologique de Météo-France la plus proche, « Deauville », sur la commune de Deauville à 5 357 km à vol d'oiseau, est de 0,0 °C et le cumul annuel moyen de précipitations est de 0,0 mm,. Pour l'avenir, les paramètres climatiques de la commune estimés pour 2050 selon différents scénarios d'émission de gaz à effet de serre sont consultables sur un site dédié publié par Météo-France en novembre 2022.

## Urbanisme

### Typologie
Au 1er janvier 2024, Cherré-Au est catégorisée petite ville, selon la nouvelle grille communale de densité à sept niveaux définie par l'Insee en 2022.
Elle appartient à l'unité urbaine de La Ferté-Bernard, une agglomération intra-départementale regroupant deux  communes, dont elle est une commune de la banlieue,,. Par ailleurs la commune fait partie de l'aire d'attraction de La Ferté-Bernard, dont elle est une commune du pôle principal,. Cette aire, qui regroupe 37 communes, est catégorisée dans les aires de moins de 50 000 habitants,.

## Histoire
La commune est créée au 1er janvier 2019 par un arrêté préfectoral du 13 septembre 2018. Son chef-lieu est fixé à Cherré.

## Politique et administration

### Liste des maires
| Période      | Période  | Identité       | Étiquette | Qualité                            |
| ------------ | -------- | -------------- | --------- | ---------------------------------- |
| janvier 2019 | mai 2020 | Michel Landais | DVD       | Médecin                            |
| mai 2020     | En cours | Jannick Niel   | SE        | Directeur agence bancaire retraité |

### Communes déléguées
| Nom            | Code Insee | Intercommunalité         | Superficie (km2) | Population (dernière pop. légale) | Densité (hab./km2) |
| -------------- | ---------- | ------------------------ | ---------------- | --------------------------------- | ------------------ |
| Cherré (siège) | 72080      | CC de l'Huisne Sarthoise | 18,73            | 1 743 (2016)                      | 93                 |
| Cherreau       | 72081      | CC de l'Huisne Sarthoise | 11,64            | 942 (2016)                        | 81                 |

## Population et société

### Démographie
L'évolution du nombre d'habitants est connue à travers les recensements de la population effectués dans la commune depuis sa création.
En 2022, la commune comptait 2 746 habitants, en évolution de +2,27 % par rapport à 2016 (Sarthe : −0,25 %, France hors Mayotte : +2,11 %).
| 2016  | 2021  | 2022  |
| ----- | ----- | ----- |
| 2 685 | 2 735 | 2 746 |

## Économie
Une usine de conditionnement de viandes, charcuteries, s'y trouve, pour la marque SoCoPa.

## Culture locale et patrimoine

### Lieux et monuments
- Église Saint-Symphorien de Cherreau.
- Château du Haut-Buisson.
- Abbaye Notre-Dame de la Pelice.

### Personnalités liées à la commune
- Alice Heine, duchesse de Richelieu par son premier mariage, puis princesse de Monaco par son mariage avec le prince Albert 1er de Monaco, organisait des réceptions au château du Haut-Buisson.